# Poul Hage
Poul Hage (født 16. marts 1906 i Brandelev, død 11. december 1984, Næstved) var en dansk skakspiller og skakproblemist, der vandt danmarksmesterskabet i Skak i 1937, 1938, 1949 og 1950.
Hage blev født Brandelev ved Næstved. Hans far var læge, og han lærte skak og problemskak af sin fars lægekollega, etatsråd L. Lorck. Hage blev selv læge og havde en praksis i Rønne på Bornholm.
Hage debuterede som opgaveforfatter i Skakbladet i 1926 og komponerede omkring 300 opgaver. Ni af hans opgaver fik førstepræmier i turneringer. Som skakspiller repræsenterede han Københavns Skakforening og skiftede senere til Studenternes Skakforening. Han blev danmarksmester i skak fire gange: 1937, 1938, 1949 og 1950.